# Holocentropus insignis
Holocentropus insignis là một loài Trichoptera trong họ Polycentropodidae. Chúng phân bố ở miền Cổ bắc.